# 48. Tony-gála
A 48. Tony-gála az 1993/1994-es szezon legjobb Broadway színházi alakításait értékelte. A díjátadót 1994. június 12-én tartották a New York-i Gershwin Theatreben, a műsor házigazdái Anthony Hopkins és Amy Irving voltak. A gálát az CBS televízióadó közvetítette élőben.

## Győztesek és jelöltek
A nyertesek félkövérrel jelölve.
| Legjobb színdarab | Legjobb musical |
| --- | --- |
| - Angyalok Amerikában – Tony Kushner - Broken Glass – Arthur Miller - The Kentucky Cycle – Robert Schenkkan - Twilight: Los Angeles, 1992 – Anna Deavere Smith                                                                                 | - Passion - A szépség és a szörnyeteg - Cyrano: The Musical - A Grand Night for Singing |
| Legjobb színdarab újra a színpadon | Legjobb musical újra a színpadon |
| - Váratlan vendég - Abe Lincoln in Illinois - Médeia - Athéni Timon | - Carousel - Damn Yankees - Grease - She Loves Me |
| Legjobb férfi főszereplő színdarabban | Legjobb női főszereplő színdarabban |
| - Stephen Spinella – Angyalok Amerikában (Prior Walter) - Brian Bedford – Athéni Timon (Athéni Timon) - Christopher Plummer – Senkiföldje (Spooner) - Sam Waterston – Abe Lincoln in Illinois (Abraham Lincoln)                                | - Diana Rigg – Médeia (Médeia) - Nancy Marchand – Játék a sötétben (Mrs. Furnival/Sophie) - Joan Rivers – Sally Marr... and Her Escorts (Sally Marr) - Anna Deavere Smith – Twilight: Los Angeles, 1992 (További szereplők)                |
| Legjobb férfi főszereplő musicalben | Legjobb női főszereplő musicalben |
| - Boyd Gaines – She Loves Me (Georg Nowack) - Victor Garber – Damn Yankees (Mr. Applegate) - Terrence Mann – A szépség és a szörnyeteg (A szörnyeteg) - Jere Shea – Passion (Giorgio)                                                          | - Donna Murphy – Passion (Fosca) - Susan Egan – A szépség és a szörnyeteg (Belle) - Dee Hoty – The Best Little Whorehouse Goes Public (Mona Stangley) - Judy Kuhn – She Loves Me (Amalia Balash)                                           |
| Legjobb férfi mellékszereplő színdarabban | Legjobb női mellékszereplő színdarabban |
| - Jeffrey Wright – Angyalok Amerikában (Belize/További szereplők) - Larry Bryggman – Picnic (Howard Bevans) - David Marshall Grant – Angyalok Amerikában (Joe Pitt/További szereplők) - Gregory Itzin – The Kentucky Cycle (További szereplők) | - Jane Adams – Váratlan vendég (Sheila Birling) - Debra Monk – Picnic (Rosemary Sydney) - Jeanne Paulsen – The Kentucky Cycle (További szereplők) - Anne Pitoniak – Picnic (Helen Potts)                                                   |
| Legjobb férfi mellékszereplő musicalben | Legjobb női mellékszereplő musicalben |
| - Jarrod Emick – Damn Yankees (Joe Hardy) - Tom Aldredge – Passion (Dr. TambourriÖ - Gary Beach – A szépség és a szörnyeteg (Lumiere) - Jonathan Freeman – She Loves Me (Headwaiter)                                                           | - Audra McDonald – Carousel (Carrie Pipperidge Snow) - Marcia Lewis – Grease (Miss Lynch) - Sally Mayes – She Loves Me (Ilona Ritter) - Marin Mazzie – Passion (Clara)                                                                     |
| Legjobb szövegkönyv musicalben | Legjobb eredeti zene |
| - James Lapine – Passion - Walter Bobbie – A Grand Night for Singing - Linda Woolverton – A szépség és a szörnyeteg - Koen van Dijk – Cyrano: The Musical                                                                                      | - Passion – Stephen Sondheim (zene és dalszöveg) - A szépség és a szörnyeteg – Alan Menken (zene), Howard Ashman, Tim Rice (dalszöveg) - Cyrano: The Musical – Ad van Dijk (zene),Koen van Dijk, Peter Reeves, Sheldon Harnick (dalszöveg) |
| Legjobb díszlettervezés | Legjobb jelmeztervezés |
| - Bob Crowley – Carousel - Peter J. Davidson – Médeia - Ian MacNeil – Váratlan vendég - Tony Walton – She Loves Me | - Ann Hould-Ward – A szépség és a szörnyeteg - David Charles, Jane Greenwood – She Loves Me - Jane Greenwood – Passion - Yan Tax – Cyrano: The Musical                                                                                     |
| Legjobb látványtervezés | Legjobb koreográfia |
| - Rick Fisher – Váratlan vendég - Beverly Emmons – Passion - Jules Fisher – Angyalok Amerikában - Natasha Katz – A szépség és a szörnyeteg | - Sir Kenneth MacMillan – Carousel - Jeff Calhoun – Grease - Rob Marshall – Damn Yankees - Rob Marshall – She Loves Me |
| Legjobb színdarabrendező | Legjobb musicalrendező |
| - Stephen Daldry – Váratlan vendég - Gerald Gutierrez – Abe Lincoln in Illinois - Michael Langham – Athéni Timon - George C. Wolfe – Angyalok Amerikában                                                                                       | - Nicholas Hytner – Carousel - Scott Ellis – She Loves Me - James Lapine – Passion - Robert Jess Roth – A szépség és a szörnyeteg |

### Különdíjak
- A legjobb körzeti színház: McCarter Theatre
- Színházi életműdíj: Jessica Tandy, Hume Cronyn[1]

## Előadott számok és jelenetek
- Grease ("We Go Together")
- She Loves Me ("I Don't Know His Name"/"She Loves Me" – Diane Fratantoni, Sally Mayes, Boyd Gaines)
- Damn Yankees ("Shoeless Joe From Hannibal, Mo." – Vicki Lewis)
- Carousel ("You'll Never Walk Alone"- Shirley Verrett)
- Komédiások hajója ("Ol' Man River" – Michel Bell)
- A Grand Night for Singing ("People Will Say We're in Love"/"Some Enchanted Evening"/"It's a Grand Night for Singing")
- A szépség és a szörnyeteg ("Me"/"Be Our Guest"/"If I Can't Love Her"/"Beauty and the Beast")
- Cyrano: The Musical
- Passion ("Happiness"/"Drums and Music"/"Finale")

## Műsorvezetők
A gálán az alábbi műsorvezetők működtek közre:
- George Abbott
- Alan Alda
- Jane Alexander
- Carol Burnett
- Nell Carter
- Glenn Close
- Tony Danza
- Ossie Davis
- Ruby Dee
- Peter Falk
- Melanie Griffith
- Madeline Kahn
- Harvey Keitel
- Jack Klugman
- Swoosie Kurtz
- Linda Lavin
- Michael Learned
- Steve Martin
- Bebe Neuwirth
- Rosie O'Donnell
- Bernadette Peters
- Tony Randall
- Tony Roberts
- Martin Short
- Paul Sorvino
- Jean Stapleton
- Marlo Thomas
- Gwen Verdon
- Vanessa L. Williams

## Fordítás
- Ez a szócikk részben vagy egészben  a(z)   48th Tony Awards című angol Wikipédia-szócikk fordításán alapul.  Az eredeti cikk szerkesztőit annak laptörténete sorolja fel. Ez a jelzés csupán a megfogalmazás eredetét és a szerzői jogokat jelzi, nem szolgál a cikkben szereplő információk forrásmegjelöléseként.